# Matthias Haddad

a Compétitions nationales et continentales officielles uniquement.

b Matchs officiels uniquement.
Dernière mise à jour le 31 mars 2023.
Matthias Haddad, né le 10 mars 2001 à La Rochelle, est un joueur français de rugby à XV. Il évolue au poste de troisième ligne aile au Stade rochelais.
Il remporte la Coupe d'Europe avec le Stade rochelais en 2022. 

## Biographie
Né à La Rochelle, c'est avec le club rochelais qu'il fait ses premiers pas dans le rugby. Mais la famille Haddad doit déménager en Bretagne, et Matthias reprend le rugby au club de Muzillac, où il reste quatre ans avant d'intégrer l'académie du RC Vannes. Il retourne toutefois au Stade rochelais en 2016, intégrant en parallèle le pôle espoir de Tours,.
International avec les moins de 17 ans et les moins de 18 ans Matthias Haddad effectue du 16 au 26 juillet 2018 son premier stage avec les moins de 20 ans développement, avant de partir en tournée en Afrique du Sud,. Il prend ainsi part aux victoires contre Western Province, l'Angleterre puis l'Afrique du Sud.
En mai 2019, il est convoqué en Équipe de France des moins de 20 ans pour le Championnat du monde junior 2019. Doublement surclassé dans cette catégorie, Haddad est un élément central de l'équipe de France qui s'impose contre l'Afrique du Sud et l'Australie pour remporter le championnat une deuxième fois d'affilée,,,.
Après avoir passé son Baccalauréat section ES en 2019, il joue a tout juste 18 ans sa première saison en espoirs avec La Rochelle.
À l'orée de la saison 2020-2021, alors qu'il commence à s'entrainer avec le club professionnel, il signe un nouveau contrat espoirs avec les maritimes, le liant au club jusqu'en 2023,.
En novembre 2020, il est convoqué avec le XV de France avec d'autres jeunes — Thibault Debaes et Killian Tixeront en l'occurrence — pour la préparation du match contre l'Écosse en ouverture de la Coupe d'automne des nations.
Le 5 décembre 2020, il fait ses débuts en tant que remplaçant avec le Stade rochelais à l'occasion d'une rencontre de Top 14 contre le LOU : malgré un effectif rajeuni, les Rochelais sont proches de gagner au Stade Gerland, contre une équipe de Lyon qui occupe alors les premières places du classement, malgré plusieurs matchs de retard, devant finalement se contenter d'un bonus défensif.

## Style de jeu
Haddad évolue au poste de troisième ligne aile où il brille par son activité et sa capacité à enchainer les taches en défense. Il possède également une technique notoire, du fait de sa formation dans les lignes arrières : en effet jusqu'à son retour à La Rochelle en 2016, il évoluait entre les postes de demi d'ouverture, premier centre ou arrière, gardant ainsi de cette formation une technique remarquable dans les phases d'attaque,.
Ayant grandi dans l'admiration du flanker Thierry Dusautoir, il cite également Kevin Gourdon comme son modèle à son poste. De fait, il partage avec son coéquipier rochelais un profil de troisième ligne au physique modeste (1m93 100 kg), qu'il compense par son activité et sa technique balle en main,.

## Statistiques

### En club
Au 23 octobre 2022, Matthias Haddad compte 21 matchs joués avec le Stade rochelais dont 17 et Top 14 et 4 en Coupe d'Europe, pour 1 essai inscrit, soit 5 points.
| Saison    | Club            | Championnat | Championnat | Championnat | Coupe d'Europe  | Coupe d'Europe | Coupe d'Europe |
| Saison    | Club            | Compétition | Matchs      | Essais      | Compétition     | Matchs         | Essais         |
| --------- | --------------- | ----------- | ----------- | ----------- | --------------- | -------------- | -------------- |
| 2020-2021 | Stade rochelais | Top 14      | 4           | -           | Coupe d'Europe  | -              | -              |
| 2021-2022 | Stade rochelais | Top 14      | 13          | 1           | Coupe d'Europe  | 4              | -              |
| 2022-2023 | Stade rochelais | Top 14      | -           | -           | Champions Cup   |                |                |
| Total     | Total           | Top 14      | 17          | 1           | Coupes d'Europe | 4              | 0              |

## Palmarès

### En club
Stade rochelais
- Finaliste du Championnat de France en 2021

- Vainqueur de la Coupe d'Europe en 2022

### En sélection nationale
France -20
- Vainqueur de la Coupe du monde des moins de 20 ans en 2019.